# 20426 Fridlund
20426 Fridlund este o planetă minoră (asteroid) din centura de asteroizi. A fost descoperită pe 13 noiembrie 1998 la Observatorul La Silla de Claes-Ingvar Lagerkvist⁠(d). 
Obiectul prezintă o orbită caracterizată de o semiaxă mare de 3,1424096 UAi, o excentricitate de 0,12, o înclinație de 19,22369 ° în raport cu ecliptica.